# Килараб
Килараб (на старогръцки: Κυλαράβης, Kylarabes, на латински: Cylarabes) в гръцката митология е цар на цял Аргос през 12 век пр.н.е.
Той е син на Стенел от царската фамилия на Анаксагоридите. Брат е на Комет.
Понеже Биантида Кианип умира бездетен и Мелампида Амфилох след Троянската война се изселва в днешна Амфилохия, Килараб поема сам отново управлението на Аргос. Той умира обаче без наследници и Орест, синът на Агамемнон от Микена, става цар на Аргос.
На него е наречен един Гимназион в Аргос Gymnasion Kylarabis. Тук се намирал също и неговият гроб.